# Jan Suchopárek
Jan Suchopárek   (Kladno, 23 de setembre de 1969) és un exfutbolista txec de la dècada de 1910.
Fou 13 cops internacional amb la selecció txecoslovaca i 48 cops més amb la República Txeca.
Pel que fa a clubs, defensà els colors de Dukla i Slavia al seu país natal, i RC Strasbourg a França.

## Palmarès
Dukla Praga
- Copa txecoslovaca de futbol:
  - 1989-90

Slavia Praga
- Lliga txecoslovaca de futbol:
  - 1995-96
- Copa txecoslovaca de futbol:
  - 2001-02

Strasbourg
- Copa de la Lliga francesa de futbol:
  - 1997